# Seznam měst v San Marinu
V San Marinu se nachází 9 měst, respektive samosprávných obcí (italsky castelli neboli hrady).
| Město (castello) | Rozloha   | Počet obyvatel | Připojeno k San Marinu | PSČ   | Iniciály |
| ---------------- | --------- | -------------- | ---------------------- | ----- | -------- |
| San Marino       | 7,09 km²  | 4361           |                        | 47890 | SM       |
| Acquaviva        | 4,86 km²  | 2005           | 1243                   | 47892 | AQ       |
| Borgo Maggiore   | 9,01 km²  | 6284           | 12. století            | 47893 | BM       |
| Chiesanuova      | 5,46 km²  | 1045           | 1320                   | 47894 | CN       |
| Domagnano        | 6,62 km²  | 3026           | 1463                   | 47895 | DM       |
| Faetano          | 7,75 km²  | 1159           | 1463                   | 47896 | FA       |
| Fiorentino       | 6,57 km²  | 2382           | 1463                   | 47897 | FI       |
| Montegiardino    | 3,31 km²  | 892            | 1463                   | 47898 | MG       |
| Serravalle       | 10,53 km² | 10219          | 1463                   | 47899 | SE       |

Největší sanmarinské město Dogana není autonomní město, ale patří k městu Serravalle.
Do kompetence měst patří:
- řízení místních veřejných služeb
- podpora kulturní a sociální činnosti
- plánování a realizace veřejných prací

## Radnice měst

### Adresy
- San Marino: Casa del Castello di Città, Via Basilicius 2, Città di San Marino
- Acquaviva: Casa del Castello di Acquaviva, Piazza Castello di Monte Cerreto 1, Acquaviva
- Borgo Maggiore: Casa del Castello di Borgo Maggiore, Via XXVIII Luglio, Borgo Maggiore
- Chiesanuova: Casa del Castello di Chiesanuova, Via C. Forti, Chiesanuova
- Domagnano: Casa del Castello di Domagnano, Via Giosuè Carducci 11, Domagnano
- Faetano: Casa del Castello di Faetano, Piazza del Massaro 5, Faetano
- Fiorentino: Casa del Castello di Fiorentino, Via della Rena 30, Fiorentino
- Montegiardino: Casa del Castello di Montegiardino, Salita al Castello, Montegiardino
- Serravalle: Casa del Castello di Serravalle, Via E. da Montefeltro 18, Serravalle